# Neutral Milk Hotel
Neutral Milk Hotel — американський рок-гурт, створений у м. Растон, Луїзіана, музикантом Джеффом Менгамом. Музика гурту відрізнялась навмисно створеним низькоякісним звучанням, на яке вплинули інді-рок та психоделічний фолк. Мангам був ліриком гурту й писав сюрреалістичні пісні, що охоплювали широкий спектр тем, як-от любов, духовність, ностальгію, секс і самотність. Він й інші учасники гурту грали на різноманітних інструментах, зокрема на непритаманних для рок-музики: на музичній пилці, занзітофоні й ірландській волинці.
Neutral Milk Hotel почався як один із проєктів Менгама по домашньому запису, й у 1994 році він випустив пісню Everything Is на лейблі Cher Doll Records. Популярність синглу переконала його випускати більше музики під цим іменем, і в 1996 році він разом із другом дитинства Робертом Шнайдером записав альбом On Avery Island. Альбом отримав досить стримані відгуки та був розпроданий із тиражем близько 5 000. Після виходу альбому On Avery Island Менгам найняв музикантів Джуліана Костера, Джеремі Барнса й Скотта Спіллейна. Другий альбом Neutral Milk Hotel, In the Aeroplane Over the Sea, був випущений у 1998 році й отримав в основному позитивні, та не хвалебні відгуки.
Під час гастролей набуття гуртом популярності в Інтернеті призвело до погіршення психічного здоров'я Менгама. Він не хотів продовжувати гастролі, й невдовзі після цього Neutral Milk Hotel узяли перерву. За її час Neutral Milk Hotel набули культової популярності, а критика оцінила альбом In the Aeroplane Over the Sea дуже високо. Декілька музичних видань, таких як Pitchfork і Blender, назвали In the Aeroplane Over the Sea знаменним альбомом для інді-року й одним із найвидатніших альбомів 1990-х. Гурт возз'єднався у 2013 році й провів тур перед черговою перервою у 2015 році.

## Дискографія
- Everything Is (1994)
- On Avery Island (1996)
- In the Aeroplane over the Sea (1998)
- Ferris Wheel On Fir (EP) (2011)